# Grenadines
De Grenadines, deel uitmakend van de Bovenwindse Eilanden van de Kleine Antillen, vormen een eilandenketen van 600 eilandjes, gelegen tussen het eiland Saint Vincent in het noorden en het eiland Grenada in het zuiden. Bestuurlijk horen ze deels aan Saint Vincent en de Grenadines, deels aan Grenada. De noordelijke eilanden hebben tezamen een oppervlakte van 43 km² en circa 9.200 inwoners. De hoofdstad is Port Elizabeth.

## Parish Grenadines
De Grenadines-eilanden die een parish van Saint Vincent en de Grenadines uitmaken, zijn onder andere:
- Baliceaux
- Bequia met hoofdplaats Port Elizabeth

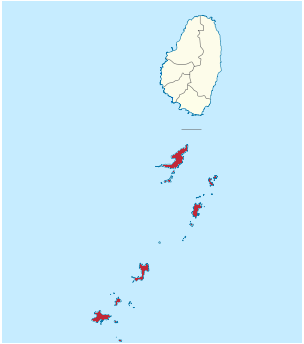
De Parish Grenadines

- Bettowia
- Canouan
- Isle à Quatre
- Mayreau
- Mustique
- Palm Island
- Petit Canouan
- Petit Nevis
- Petit Mustique
- Petit Saint Vincent
- Savan
- Tobago Cays
- Union Island

Charlotte · Grenadines · Saint Andrew · Saint David · Saint George · Saint Patrick